# Guerre civile italienne
Seconde Guerre mondiale
Batailles
Invasion de la Sicile
- Lampedusa
- Corkscrew
- Mincemeat
- Barclay
- Animals
- Chestnut
- Narcissus
- Fustian
- Ladbroke
- Gela
- Troina
- Centuripe

Invasion de l'Italie
- Baytown
- Avalanche
- Rome
- Slapstick
- Armistice de Cassibile
- Achse
- Naples
- Bombardement du Vatican
- Ligne Volturno
- Libération de la Corse
- Ligne Barbara
- Bombardement de Bari

Ligne Gustave
- Ligne Bernhardt
- Raincoat
- San Pietro Infine
- Rivière Moro
- Ortona
- Rivière Rapido
- Monte Cassino
- Shingle
- Cisterna
- Diadem
- Strangle
- Ligne Trasimene
- Libération de Rome
- Ancône
- Brassard

Ligne gothique
- Rimini
- Saint-Marin
- Gemmano
- Montecieco
- Monte Castello
- Garfagnana

Offensive du printemps 1945
- Tombola
- Bowler
- Roast
- Bologne
- Argenta Gap
- Herring
- Collecchio

Guerre civile italienne
La guerre civile italienne est une confrontation qui a eu lieu entre septembre 1943 et mai 1945, au cours de la Seconde Guerre mondiale, entre d'une part les forces fidèles au roi Victor-Emmanuel III et celles des partisans italiens, et d'autre part l'armée fasciste de la République sociale italienne, état fantoche du Troisième Reich.

## Contexte historique

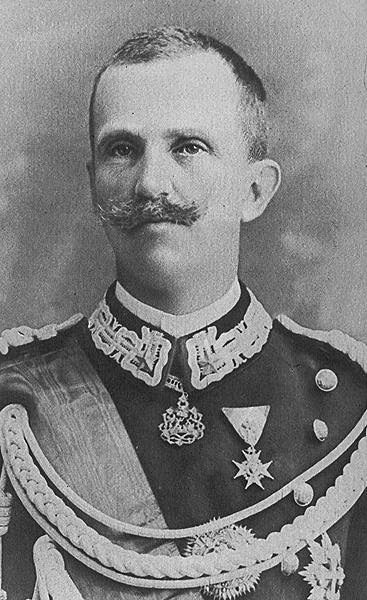
Le roi Victor-Emmanuel III d'Italie.

À la suite de la période dite des « quarante-cinq jours », qui se clôt par l'armistice entre le royaume d'Italie et les puissances alliées, les Italiens se trouvent devant un choix : suivre Mussolini rétabli au pouvoir dans le nord de la péninsule italienne par l'Allemagne nazie, au sein de la soi-disant « République sociale italienne », ou bien obéir à la résistance formée par le gouvernement royal ayant autorité dans les zones contrôlées par les Alliés dans le Sud de la péninsule, et par les Partisans communistes actifs surtout dans le Nord.

## Chronologie des événements
Dès le 10 septembre 1943, la guerre civile se déchaîne en Italie, avec son cortège de violences et de crimes de toute nature. Elle se manifeste par le retour à la pratique du banditisme. Pendant cette guerre civile, au Nord de l'Italie, la terreur fasciste et nazie se déchaîne contre les nombreuses républiques communistes éphémères créées sur des territoires limités, pour une durée n'excédant pas quelques semaines avant leur anéantissement. Au Sud, des conflits sporadiques éclatent parfois entre royalistes et communistes dans les zones contrôlées par les Alliés, mais ceux-ci séparent les belligérants et, en décembre 1943, se coordonnent à la Conférence de Téhéran où les Soviétiques renoncent à toute prétention sur l'Italie et la Grèce, tandis que les Anglo-Américains renoncent à toute prétention sur l'Europe orientale : informés, les Partisans communistes joignent leurs forces à celles du gouvernement Badoglio. 
Dans cette guerre civile, les deux camps n'appliquent pas les Conventions de Genève et se trouvent engagés dans une logique de représailles croisées n'épargnant pas les familles des combattants ni les civils des quartiers tenus par l'ennemi, logique similaire à celle connue par l'Espagne et la Grèce durant leurs guerres civiles, ainsi que par la France entre 1942 et 1945. Le nombre d'otages italiens assassinés par soldat allemand tué est, durant la période qui s'étend d'octobre 1943 à avril 1945, de 10 civils italiens pour un soldat allemand (Pologne : 100 civils pour 1 soldat).
Aux yeux des résistants italiens, les représailles aveugles pratiquées par les troupes allemandes et les soldats de la RSI posent problème : faut-il renoncer à l'action pour éviter ces exactions ? En février 1944, le commandement militaire pour la Haute-Italie préconise la limitation à cause des représailles, et donc d'opérer une stricte sélection des actions de la Résistance. Mais cette attitude de la Résistance évolue au fil de l'année 1944 : les Partisans préconisent de frapper encore plus fort, pour accélérer la fin de la guerre, affirmant qu'au final cela permettra d'économiser des vies, étant donné l'incapacité des troupes allemandes et fascistes d'exercer de manière systématique les représailles annoncées.
Alors que l'Italie fasciste avait, avant sa chute à l'automne 1943, persécuté les Juifs sans les exterminer et en limitant le nombre des déportations vers l'Allemagne nazie, la RSI pour sa part, à la demande de ses mentors nazis, procède à l'extermination systématique des Juifs avec l'aide des SS et des polices locales. Les premiers Juifs italiens déportés sont ceux vivant dans les zones administrées directement par l'Allemagne en Italie (Zone d'opérations des Préalpes et Zone d'opérations de la côte Adriatique), notamment les communautés de Trieste et de Merano. En octobre 1943, en dépit des objections du général Albert Kesselring et de diplomates en poste à Rome, Theodor Dannecker, dépêché sur place par Heinrich Himmler, coordonne la déportation des Juifs de Rome.
À l'automne 1943, l'ordonnance no 5 ordonne à la police de la RSI de procéder à l'arrestation des Juifs habitant les territoires contrôlés par celle-ci. Des Juifs italiens se cachent dans de petites localités, d'autres s'engagent comme combattants des Républiques partisanes italiennes, hors d'atteinte de la police fasciste et des troupes allemandes. Les ordres concernant les Juifs sont inégalement appliqués par les forces de police de la RSI : à Venise, entre décembre 1943 et octobre 1944, environ 500 personnes sont arrêtées et déportées ; à Milan, les sbires de la RSI appliquent à la lettre les instructions du Duce.
Le procès de Vérone du 8 au 10 janvier 1944 est la dernière action politique d'envergure de la RSI : on y condamne à mort certains membres du Grand Conseil du fascisme qui avaient provoqué la chute du régime fasciste de Benito Mussolini ; son gendre Galeazzo Ciano fait partie des condamnés.
Mussolini est tué le 28 avril 1945 par les Partisans. Le 2 mai, les dernières forces fascistes capitulent. En juin 1946, un référendum décide du remplacement de la monarchie italienne par un régime républicain.